# Пляцидув
Пляцидув (пол. Placydów) — село в Польщі, у гміні Александрув-Лодзький Зґерського повіту Лодзинського воєводства.